# Nesopachyiulus sansebastianus
Nesopachyiulus sansebastianus är en mångfotingart som först beskrevs av Carl Graf Attems 1911.  Nesopachyiulus sansebastianus ingår i släktet Nesopachyiulus och familjen kejsardubbelfotingar. Inga underarter finns listade i Catalogue of Life.